# 飯櫃城
飯櫃城（いびつじょう）は、千葉県山武郡芝山町飯櫃にあった日本の城。

## 概要
城址は、芝山町飯櫃の字谷台にある。高野神社が祀られている。
天文元年（1532年）、千葉氏の一族である山室常隆が飯櫃城の約7キロメートル南方にあった山室城から移り、ここに拠ったという。
山室常隆は、多古城主・牛尾胤仲とたびたび佐野原（多古町佐野）で兵たちに騎射の術を競わせていた。弘治元年（1555年）6月のこと、両者の兵が酒に酔って論じあったのがきっかけとなり、本来ゲームであるべき騎射が実戦と化してしまった。このとき、弓の名手であった常隆は、胤仲の弟を射殺してしまい、胤仲の軍勢は破れて多古城に逃げ帰った。
常隆はすかさず多古城を攻撃し、胤仲は城を捨ててさらに逃げた。常隆は城を奪い、多古52村を併せ領した。
同年10月1日、牛尾胤仲の家臣らが飯櫃城に夜襲をかけてきたが、城兵はよく抵抗し、家臣らは逃げ去った。その2日後、胤仲は再び飯櫃城を攻め立てたが、やはり破れて、染井の妙光寺に立てこもった。

## 構造
東西320メートル、南北240メートルの広さを持ち、空堀で3つの郭に分けられる直線連郭形の城である。遺構は、非常に良好に残っている。「根古屋」「外宿」「宿」の地名も残り、城下集落の名残をとどめている。

## アクセス
- 芝山鉄道　芝山千代田駅から芝山ふれあいバス　飯櫃下車